# غريغور شولر
غريغور شولر هو أستاذ فخري للدراسات الإسلامية في جامعة بازل منذ 2009.
وكان أستاذاً في الدراسات الإسلامية في المدرسة التطبيقية للدراسات العليا في جامعة سوربون منذ 1982.
أصدر في عام 2002 كتاب الكتابة والنقل في صدر الإسلام، الذي نشر أولاً بالفرنسية والإنكليزية والعربية. والكتاب هو مجموعة محاضرات تم إلقاؤها على الطلاب قبل أن تتحول إلى كتاب. ترجمه إلى العربية رشيد بازي

## حياته
ولد غريغور شولر في ألمانيا في عام 1944.

## كتبه
من كتب غريغور شولر:
- الكتابة والنقل في صدر الإسلام
- The Genesis of Literature in Islam: From the Aural to the Written
- The Oral and the Written in Early Islam

## روابط خارجية
- كتب غريغور شولر في موقع أمازون
- كتب غريغور شولر في موقع www.allbookstores.com
- كتب غريغور شولر في موقع المكتبة المفتوحة